# Mistrzostwa Polski w Łyżwiarstwie Szybkim w Wieloboju Sprinterskim 2009
28. Mistrzostwa Polski w wieloboju sprinterskim odbyły się w dniach 3-4 stycznia 2009 roku na torze Pilica w Tomaszowie Mazowieckim.

## Kobiety
| Pozycja | Zawodniczka        | Klub                 | 500 m | Pkt. | 1000 m | Pkt. | 500 m | Pkt. | 1000 m | Pkt. | Suma pkt. |
| ------- | ------------------ | -------------------- | ----- | ---- | ------ | ---- | ----- | ---- | ------ | ---- | --------- |
| 01 !    | Katarzyna Wójcicka | LKS Poroniec Poronin |       |      |        |      |       |      |        |      | 174,055   |
| 02 !    | Luiza Złotkowska   | AZS                  |       |      |        |      |       |      |        |      | 168,555   |
| 03 !    | Natalia Czerwonka  | MKS Cuprum Lubin     |       |      |        |      |       |      |        |      | 169,690   |

## Mężczyźni
| Pozycja | Zawodnik            | Klub              | 500 m | Pkt. | 1000 m | Pkt. | 500 m | Pkt. | 1000 m | Pkt. | Suma pkt. |
| ------- | ------------------- | ----------------- | ----- | ---- | ------ | ---- | ----- | ---- | ------ | ---- | --------- |
| 01 !    | Konrad Niedźwiedzki | AZS               |       |      |        |      |       |      |        |      | 150,805   |
| 02 !    | Maciej Biega        | Górnik Sanok      |       |      |        |      |       |      |        |      | 152,690   |
| 03 !    | Piotr Puszkarski    | Marymont Warszawa |       |      |        |      |       |      |        |      | 153,695   |